# پنسیکورون
پنسیکورون (انگلیسی: Pencycuron) نوعی قارچ کش است که برای درمان قارچ گیاهی عامل بیماری سوختگی غلاف برنج به کار میرود.